# Ryholm
Ryholm ist eine Siedlung bei einem schlossähnlichen Herrenhaus 3,5 km westlich von Beateberg in der schwedischen Gemeinde Töreboda in der schwedischen Provinz Västra Götalands län und der historischen Provinz Västergötland.

## Herrenhaus
Das Herrenhaus Ryholm liegt in der Nähe des Viken-Sees und ist von Gärten und Parkanlagen umgeben. Es gehörte in der letzten Hälfte des 17. Jahrhunderts als Gutshof dem königlichen Rat, dem Ehrenbürger Klas Kristersson Horn. Danach war es im Besitz seines Schwiegersohns, Major Otto von Rulshausen, und später eines weiteren Schwiegersohns, Baron Per Persson Sparre (gestorben 1669). Danach scheint es an den Generalmajor Freiherr Carl Sparre und über dessen Tochter an den Statthalter der Grafschaft, Graf Adam Otto Lagerberg, übergegangen zu sein. Im 19. Jahrhundert gehörte es seinem Schwiegersohn, dem Oberjägermeister K. M. Fleetwood, dessen Schwiegersohn Oberst G. F. A. Sture und dessen Sohn Sten Sture sowie dem Reiter Laurentius Bergendahl, seinem Sohn K. G. Bergendahl und dem Kaufmann Anton Bexelius aus Stockholm.

## Streutorffabrik
Um 1910 wurde bei Ryholm eine Streutorffabrik betrieben, von der aus eine Torfbahn mit einer Spurweite von 600 mm ins Mossen Ryholm und eine etwa 2,75 km lange Materialseilbahn zum Torfballenlager am Vikensee führten. Die Fabrik und die Seilbahn wurden 1907 gebaut. Die Aktivität erreichte jedoch nie den geplanten Umfang und wurde unrentabel. Die Fabrik wurde daher bereits 1920 geschlossen, woraufhin die Seilbahn abgebaut wurde.